# Cadillac DTS
O Cadillac DTS é um automóvel sedan de grande porte da Cadillac.